# Mossula intermedia
Mossula intermedia är en insektsart som beskrevs av Willemse, C. 1940. Mossula intermedia ingår i släktet Mossula och familjen vårtbitare. Inga underarter finns listade i Catalogue of Life.